# ميهتاب حسين
ميهتاب حسين (13 أكتوبر 1982 في الهند - ) هو لاعب كرة قدم هندي في مركز الوسط. شارك مع منتخب الهند لكرة القدم. أما مع النوادي، فقد لعب مع نادي إيست بنغال ونادي موهون باغان وONGC FC ‏ ونادي كيرلا بلاستيرز وTollygunge Agragami FC ‏.

## وصلات خارجية
- ميهتاب حسين على موقع ناشيونال فوتبول تيمز (الإنجليزية)
- ميهتاب حسين على موقع Soccerway.com (الإنجليزية)